# علم البيئة السلوكي البشري
يطبق علم البيئة السلوكي البشري أو علم البيئة التطوري البشري (بالإنجليزية: Human behavioral ecology)‏ مبادئ النظرية التطورية والتحسين لدراسة التنوع السلوكي والثقافي البشري. كما يفحص التصميم التكيفي للسمات والسلوك وتاريخ حياة البشر في سياق بيئي. ويتمثل أحد أهداف علم البيئة السلوكي البشري في تحديد كيفية تأثير العوامل البيئية والاجتماعية على المرونة السلوكية وتشكيلها داخل المجموعات البشرية وفيما بينها. كما يحاول هذا العلم شرح التباين في السلوك البشري بوصفه حلولاً تكيفية لمتطلبات تاريخ الحياة المتنافسة للنمو والتنمية والتكاثر والرعاية الأبوية واكتساب الشريك.
يتداخل علم البيئة السلوكي البشري مع علم النفس التطوري، والبيئة البشرية أو الثقافية، ونظرية القرار. ويُعد هذا المجال الأبرز في تخصصات مثل الأنثروبولوجيا، وعلم النفس، حيث يعتبر التطور البشري ذا صلة بالفهم الشامل للسلوك البشري أو في الاقتصاد حيث تكون المصلحة الذاتية والفردية المنهجية والرأسمالية عناصر أساسية في نمذجة الاستجابات السلوكية لعوامل بيئية مختلفة.

## نظرية التطور
يقوم علم البيئة السلوكي البشري على أساس نظرية التطور، ويتضمن ذلك جوانب من نظرية التطور العامة والنظريات التطورية المتوسطة المستوى المستوحاة، كذلك. تشمل جوانب نظرية التطور العامة:
- الانتقاء الطبيعي، العملية التي من المرجح أن تعيش وتتكاثر الكائنات الحية الفردية ذات السمات المفضلة.
- الانتقاء الجنسي، النظرية القائلة بأن التنافس على التزاوج بين الأفراد من نفس الجنس يؤدي إلى التزاوج والتكاثر التفاضلي.
- اختيار الأقارب، التغييرات في تواتر الجينات عبر الأجيال التي تحركها جزئيًا على الأقل التفاعلات بين الأفراد ذوي الصلة.
- اللياقة الشاملة، مجموع النجاح الإنجابي للفرد، (الانتقاء الطبيعي والجنسي)، بالإضافة إلى تأثيرات تصرفات الفرد على النجاح الإنجابي لأقارب ذلك الفرد، (اختيار الأقارب).
- نظرية الاستثمار الأبوي، التي تتنبأ بأن الجنس الذي يقوم بأكبر استثمار في الرضاعة ورعاية النسل وحمايته سيكون أكثر تمييزًا في التزاوج وأن الجنس الذي يستثمر أقل في الأبناء سيتنافس على الوصول إلى الجنس الأكثر استثمارًا.
- الصراع بين الوالدين والأبناء [الإنجليزية]، والذي يتوقع أنه نظرًا لأن المصالح الوراثية للوالدين والنسل ليست متطابقة، سوف يختار الأبناء للتلاعب بوالديهم من أجل ضمان استثمار أعلى، وعلى العكس من ذلك، سوف يختار الآباء للتلاعب بنسلهم.
- نظرية الإيثار المتبادل [الإنجليزية]، وهي شكل من أشكال الإيثار حيث يوفر كائن حي منفعة للآخر في توقع المعاملة بالمثل في المستقبل.
- فرضية تريفرس-ويلارد، التي تقترح أنه يجب على الآباء الاستثمار أكثر في الجنس الذي يمنحهم أكبر عائد إنجابي (الأحفاد) مع زيادة الاستثمار أو الهامش.
- نظرية انتقاء آر/كيه، والتي تتعلق في علم البيئة باختيار السمات في الكائنات الحية التي تسمح بالنجاح في بيئات معينة. تنتج الأنواع انتقاء آر - في البيئات غير المستقرة أو التي لا يمكن التنبؤ بها - العديد من النسل، من غير المرجح أن يعيش أي فرد منها حتى مرحلة البلوغ، بينما تستثمر الأنواع انتقاء كيه - في البيئات المستقرة أو التي يمكن التنبؤ بها - بشكل أكبر في عدد أقل من النسل، كل منها لديه فرصة أفضل للبقاء على قيد الحياة حتى سن الرشد.
- نظرية الألعاب التطورية، تطبيق نماذج مستوحاة من علم الوراثة السكانية للتغيير في تواتر الجينات في السكان لنظرية اللعبة.
- إستراتيجية مستقرة تطوريًا، والتي تشير إلى استراتيجية، إذا تبنيت من السكان، لا يمكن غزوها من قبل أي استراتيجية بديلة منافسة.

## المبادئ الأساسية

### الانتقاء البيئي
يشير الانتقاء البيئي إلى افتراض أن البشر مرنون للغاية في سلوكياتهم. علاوة على ذلك، يفترض أن القوى البيئية المختلفة تختار السلوكيات المختلفة التي تعمل على تحسين اللياقة الشاملة للبشر في سياقهم البيئي المعين.

### النهج المجزأ
يشير النهج المجزأ إلى اتباع نهج اختزالي بدلاً من نهج شامل في دراسة السلوك الاجتماعي البيئي البشري. يفترض علماء البيئة السلوكية البشرية أنه من خلال أخذ الظواهر الاجتماعية المعقدة، (على سبيل المثال، أنماط الزواج، سلوكيات البحث عن الطعام، وما إلى ذلك)، ثم تقسيمها إلى مجموعات من المكونات التي تنطوي على قرارات وقيود، يكونون في وضع أفضل لإنشاء نماذج وإجراء تنبؤات تنطوي على السلوك البشري. مثال على ذلك هو فحص أنظمة الزواج من خلال فحص السياق البيئي، وتفضيلات الشريك، وتوزيع خصائص معينة داخل السكان، وما إلى ذلك.

### الاستراتيجيات الشرطية
يفترض علماء البيئة السلوكية البشرية أن الاستراتيجية الأكثر تكيفًا في بيئة ما قد لا تكون الاستراتيجية الأكثر تكيفًا في بيئة أخرى. لذلك، يمكن تمثيل الاستراتيجيات الشرطية في البيان التالي:
- في السياق البيئي X، الانخراط في استراتيجية التكيف أ.
- في السياق البيئي ص، الانخراط في استراتيجية التكيف ب.

### المناورة المظهرية
تشير مناورة النمط الظاهري إلى الافتراض المبسط بأن السمات المعقدة، مثل السمات السلوكية، يمكن نمذجتها كما لو أنه يتحكم فيها بواسطة آلية مميزة واحدة، تمثل استراتيجيات بديلة. بعبارة أخرى، تفترض مناورة النمط الظاهري أن "الانتقاء سيفضل الصفات ذات اللياقة العالية... بغض النظر عن تفاصيل الوراثة".

### النمذجة
تشمل النماذج النظرية التي يستخدمها علماء البيئة السلوكية البشرية، على سبيل المثال لا الحصر:
- المقالة العربية الناقصة [الإنجليزية]، والتي تنص على أن الكائنات الحية تركز على استهلاك أكبر قدر من الطاقة مع إنفاق أقل كمية من الطاقة.[2]
- نظرية تاريخ الحياة، التي تفترض أن العديد من السمات والسلوكيات الفسيولوجية للأفراد يمكن فهمها بشكل أفضل فيما يتعلق بخصائص النضج والإنجاب الرئيسية التي تحدد مسار الحياة.
- فرضية تريفرس-ويلارد، التي تتنبأ بضرورة تحيز الآباء لاستثماراتهم الإنجابية تجاه جنس الأبناء، مما يؤدي إلى تحقيق أكبر عائد من اللياقة البدنية.
- نموذج عتبة تعدد الزوجات [الإنجليزية]، الذي يشير إلى أن تعدد الزوجات مدفوع باختيار الإناث للأزواج الذين يتحكمون في المزيد من الموارد مقارنة بالزملاء المحتملين الآخرين في السكان.

## مقالات ذات صلة
- علم البيئة السلوكية
- نظرية الميراث المزدوج
- علم النفس التنموي التطوري
- علم نفس تربوي تطوري
- تزاوج فوقي
- علم بيئة التناسل البشري
- نظام تزاوج
- علم الوراثة السلوكي